# Акопян, Мигран Арменович

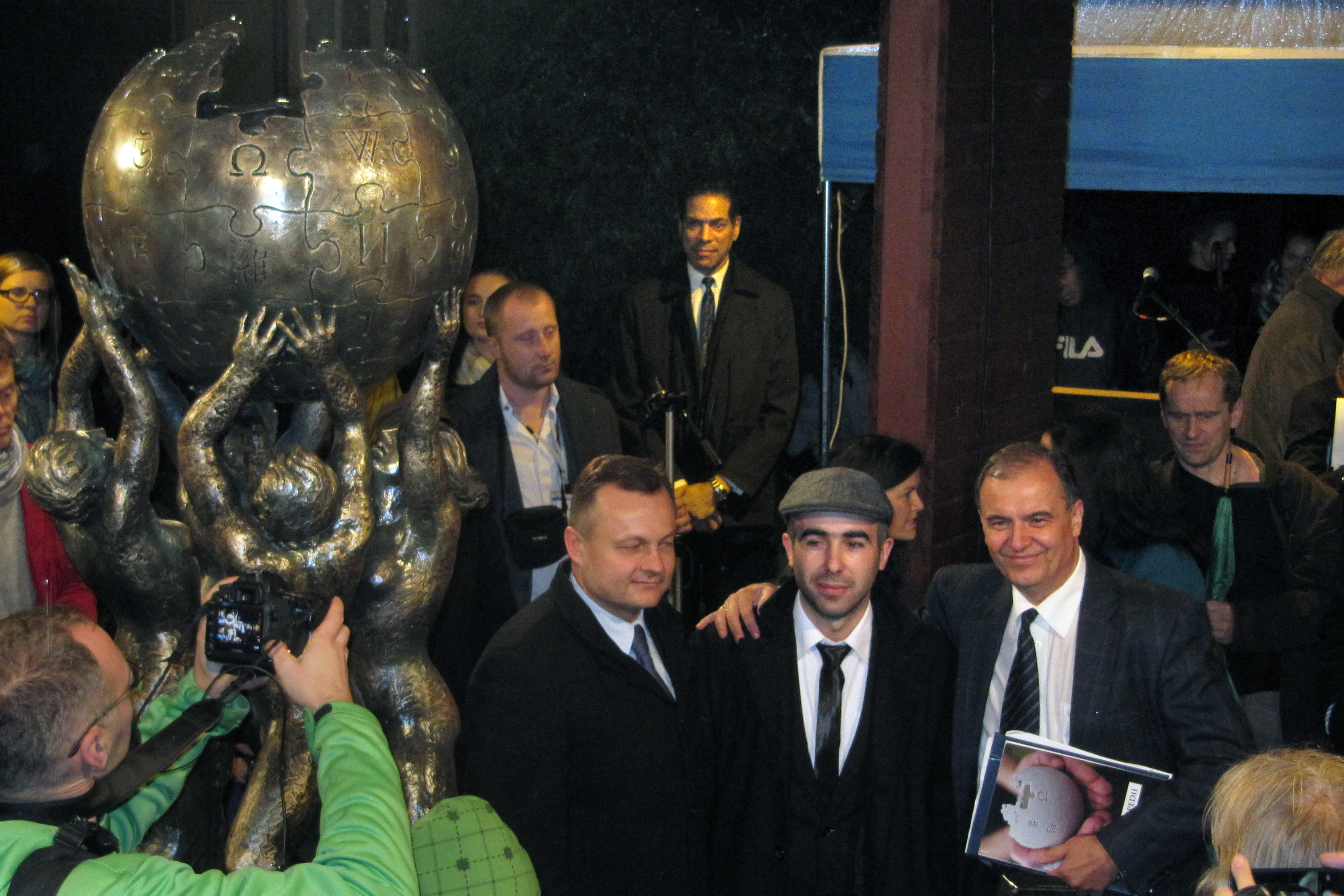
Михран Акопян (в центре) на открытии памятника Википедии (слева от Акопяна Томаш Цишевич, бургомистр города Слубице, справа проф. Кшиштоф Войцеховский, административный директор Коллегиум Полоникум)

Мигра́н (Михран) Арме́нович Акопя́н слушатьо файле (арм. Միհրան Հակոբյան, англ. Mihran Hakobyan, род. 18 февраля 1984 года в городе Степанакерт, НКАО, Азербайджанская ССР) — скульптор, автор первого в мире памятника интернет-энциклопедии Википедия в польском городе Слубице. Сын народного художника НКР Армена Акопяна (1941—1990). В настоящее время проживает в Польше.
В 2001 году он стал членом Союза художников непризнанной Нагорно-Карабахской Республики.
В 2000—2006 годах учился в Ереванской государственной художественной академии по специальности «скульптура», окончив её с отличием.
В 2010—2013 годах учился в Коллегиум Полоникум в городе Слубице (Польша) на факультете польского языка как иностранного. В 2012 годы стал стипендиатом фонда Яна Кульчика.
По инициативе административного директора «Коллегиум Полоникум» профессора Кшиштофа Войцеховского создал первый в мире памятник Википедии, изображающий четыре человеческие фигуры, удерживающие официальный логотип Википедии — «глобус», составленный из пазлов, верхняя часть которого не закончена. Памятник высотой около 2,5 м изготовлен из синтетической резины, армированной стекловолокном. Установлен на Франкфуртской площади польского города Слубице, недалеко от реки Одер, отделяющей его от германского Франкфурта-на-Одере.
Михран Акопян в скульптуре предпочитает работать с деревом, камнем, бронзой, синтетической резиной. Увлекается также анимацией. В 2013 году анимация «Зонтик» по рассказу Леонида Енгибарова получила приз зрительских симпатий на московском кинофестивале «Short Film Fund» (Фонд Короткометражного Фильма).